# 캡틴 플라밍고
《캡틴 플라밍고》(Captain Flamingo)은 캐나다의 텔레비전 애니메이션이다. 캐나다에서는 2006년 2월 7일에 방영을 시작해서 2010년 3월 26일에 종영을 했다.

## 등장인물
밀로 파월 (Milo Powell)
1999년 10월 26일 출생
일본인과 캐나다인의 혼혈.
리자베스 사라고사 (Lizbeth Zaragoza)
2001년 10월 30일 출생
중국인 (한족)과 필리핀인의 혼혈.
오언 (Owen-Only)
1997년 7월 17일 출생
쿠바인.
로저 (Rutger)
1996년 3월 18일 출생
브라질인.
맥스 로데릭 (Max Roderick)
2002년 11월 20일 출생
잉글랜드인.
아비 (Avi)
1999년 9월 30일 출생
미국인.
타바사 (Tabitha)
1998년 12월 12일 출생
룩셈부르크인과 프랑스인의 혼혈.
산제이 (Sanjay)
1996년 5월 12일 출생
인도인.
오토 (Otto)
1995년 2월 9일 출생
헝가리인.
크리스틴 맥브라덴 (Kristen McBradden)
2003년 11월 19일 출생
아일랜드인.
루스-앤 (Ruth-Ann)
2000년 12월 24일 출생
이탈리아인, 몰타인, 키르기스인, 타지크인의 혼혈.